# 贝利亚瓜尔达
贝利亚瓜尔达，是西班牙加泰罗尼亚莱里达省的一个市镇。 总面积17平方公里，总人口358人（2001年），人口密度21人/平方公里。